# Melinna malmgreni
Melinna malmgreni är en ringmaskart som beskrevs av Maurice Caullery 1944. Melinna malmgreni ingår i släktet Melinna och familjen Ampharetidae. Inga underarter finns listade i Catalogue of Life.